# Bollullos de la Mitación
Bollullos de la Mitación is een gemeente in de Spaanse provincie Sevilla in de regio Andalusië met een oppervlakte van 62 km². In 2007 telde Bollullos de la Mitación 7729 inwoners.

## Demografische ontwikkeling
Bron: INE; 1857-2011: volkstellingen